# Anomala blaisei
Anomala blaisei är en skalbaggsart som beskrevs av Ohaus 1914. Anomala blaisei ingår i släktet Anomala och familjen Rutelidae. Inga underarter finns listade i Catalogue of Life.